# Федерация шахмат России
Федерация шахмат России (с 1992 по 2019 год — Российская шахматная федерация) — общероссийская общественная организация, объединяющая шахматные федерации российских регионов и являющаяся членом ФИДЕ. Федерация создана в 1992 году как преемник Шахматной федерации СССР.
Высшим руководящим органом по уставу является съезд федерации, который созывается не реже чем раз в четыре года. Кроме того, коллегиальным руководящим органом является Наблюдательный совет федерации, в который входят пять вице-президентов и 26 представителей региональных федераций. С 2014 года единым исполнительным органом является Президент Российской шахматной федерации (с 2019 года — Федерации шахмат России).
В настоящее время федерация выступает непосредственным организатором целого ряда российских и международных турниров, в том числе Высшей лиги чемпионата России, Командного чемпионата России и международного турнира «Белая ладья». Под эгидой Федерации шахмат России также проходят Чемпионат России по рапиду и блицу, Кубок России, Рапид Гран-при и Детский Кубок России.

## История
Первый съезд Российской шахматной федерации состоялся в феврале 1992 года. За пост президента федерации боролись академик Леонид Абалкин и политик Аркадий Мурашов, занимавший должность начальника ГУВД Москвы и входивший в Демократическую партию России вместе с Гарри Каспаровым. Благодаря поддержке Каспарова на выборах победил Мурашов. Следствием избрания Мурашова стало создание Карповым альтернативной организации — Ассоциации шахматных федераций — и его отказ играть за сборную России на олимпиаде 1992 года. По окончании олимпиады по инициативе члена президиума федерации Евгения Бебчука был созван внеочередной съезд. На нём президентом федерации был избран Бебчук, который пользовался известностью как успешный организатор, способный привлечь финансирование шахмат, и получил поддержку противников Каспарова (включая Карпова и Ботвинника). В апреле 1994 года в результате очередного конфликта съезд избрал новый состав президиума и нового президента — адвоката и депутата Государственной думы Андрея Макарова.
Пост президента существовал до 2010 года, когда была изменена структура органов управления. С 2010 года руководство федерацией осуществляли правление и наблюдательный совет. В 2014 году XII съезд федерации упразднил должность председателя наблюдательного совета и вернул пост президента, на который был избран Андрей Филатов.
12 мая 2014 года был утверждён Попечительский совет Российской шахматной федерации, в который вошли известные общественные и политические деятели, бизнесмены, знаменитые шахматисты и музыканты. Председателем Попечительского совета стал пресс-секретарь президента Российской Федерации Дмитрий Песков.
25 сентября 2014 года в здании Российской шахматной федерации в Москве открылся третий в мире Музей шахмат. Особняк на Гоголевском бульваре был полностью отреставрирован на средства президента РШФ Андрея Филатова. Музей разместился в трех залах особняка. Коллекция музея насчитывает около четырёх тысяч экспонатов, начиная с шахматных фигурок XVII века и заканчивая свежими призовыми кубками российских шахматистов.
3 февраля 2018 года на XIII съезде Российской шахматной федерации был утвержден новый устав федерации, в котором опубликовано новое название организации — Федерация шахмат России. 6 мая 2018 года на заседании Наблюдательного совета Федерации шахмат России состоялась презентация нового логотипа организации.
4 сентября 2019 года на официальном сайте федерации был опубликован пресс-релиз, в котором объявлено, что организация официально переименована. Начиная с 3 сентября 2019 года полное наименование федерации — Общероссийская общественная организация «Федерация шахмат России», сокращенное наименование — ФШР.
28 февраля 2023 Федерация шахмат России первой из всех российских федераций перешла из Европы в Азию — была принята в состав Азиатской шахматной федерации (ACF). За её вступление проголосовали 29 делегатов континентальной ассамблеи ACF, воздержались — шестеро, один выступил против.
7 июня 2024 года президент ФИДЕ Аркадий Дворкович сообщил «Матч ТВ», что ФШР была отстранена международной федерацией, а сам он получил выговор из‑за участия в работе попечительского совета ФШР. Через день президент ФШР Андрей Филатов сообщил агентству ТАСС о том, что Федерация шахмат России подаст апелляцию на «несправедливое и политически ангажированное решение». Отстранение действует два года. Причиной отстранения послужила жалоба федерации шахмат Украины. Она заявила, что в ФШР входят лица, находящиеся под санкциями. Также на дисквалификацию повлияло то, что ФШР проводила турниры и мероприятия в Крыму. Последним пунктом стало несоблюдение политического нейтралитета. ФШР настаивает на рассмотрении этого вопроса на генеральной ассамблее ФИДЕ в сентябре 2024 года.

## Руководители
- Аркадий Мурашов (1992—1993)
- Евгений Бебчук (1993—1994)
- Андрей Макаров (1994—1997)
- Андрей Селиванов (1997—2003)
- Александр Жуков (2003—2009)

- Аркадий Дворкович (председатель наблюдательного совета, 2010—2014)
- Александр Бах (председатель правления, 2010—2011)
- Илья Левитов (председатель правления, 2011—2014)

- Андрей Филатов (президент, с 2014)
- Дмитрий Песков (председатель попечительского совета, с 2014)[18]